# 阿希尔·卡斯蒂格利尼
阿希尔·卡斯蒂格利尼（義大利語：Achille Castiglioni，1918年2月16日—2002年12月2日) 是一位意大利家具、灯具、音响及其它物件的设计师。他出生於米兰。他的設計風格相當有個人特色。

## 作品
卡斯蒂格利尼兄弟在1960年为卡斯纳公司设计了列纳椅子——一把底座为胶合板、其余为油漆面料木头的餐桌椅。